# La piccola ladra
La piccola ladra (La petite voleuse) è un film del 1988, diretto da Claude Miller, sulla base dell'ultima sceneggiatura scritta da François Truffaut.

## Trama
Janine Castang, abbandonata dalla mamma subito dopo la nascita, non ha mai conosciuto neppure il padre. Vive con gli zii, ma senza ricevere affetto da essi. Si innamora dapprima di un uomo sposato, poi di un ladruncolo, che la porterà sulla cattiva strada.

## Critica
Per il Dizionario Mereghetti, Miller si è dimostrato all'altezza dell'eredità di Truffaut, dirigendo «uno struggente ritratto di ragazzina sola e vitale, autentica discepola di [...] Antoine Doinel» e la protagonista, Charlotte Gainsbourg, è «perfetta nel restituire il disagio e l'inquieta voglia di vivere del personaggio».
Negativo invece il giudizio del Dizionario Morandini, secondo cui il film non è convincente e la Gainsbourg, pur brava, «non diventa la sorella spirituale di Antoine Doinel».

## Riconoscimenti
- 1989 - Premio César
  - Miglior manifesto